# 北原健雄
北原 健雄（きたはら たけお、1942年8月14日 - 2013年9月16日）は、日本のアニメーター。東京ムービーや日本アニメーションに所属していた。長崎県平戸市出身。
「北原 匠」「きたはら たてお」と表記されることもある。本名は「きたはら たけかつ」。
『ルパン三世 (TV第2シリーズ)』ではキャラクターデザインや作画監督を務めた。その後も『シティーハンター』で名を残す。

## 経歴
長崎県立猶興館高等学校卒業後は絵の世界に入りたいと上京し、多摩美術大学油絵科を受験するも不合格、そのうち画家で生活していくのは「夢のまた夢」と認識するようになり、グラフィックデザイナーを目指そうと方向転換、東京ムービーにアルバイトで入社する傍らでデザインスクールにも通う。
デビュー作は『怪盗プライド』の原画。1971年『新オバケのQ太郎』（長浜忠夫監督、椛島義夫作画監督）で作画監督補に抜擢された。当初は出崎統監督の『エースをねらえ!』などで、杉野昭夫らとともに作画を担当していた。その後『元祖天才バカボン』で芝山努から作画監督を引き継いで担当。
『ルパン三世 (TV第2シリーズ)』ではキャラクターデザインと作画監督に抜擢される。前作『ルパン三世 (TV第1シリーズ)』のキャラクターとはまた違い、愛嬌のある特徴的なデザインと目立つカラーリングで、視聴者に強くルパンのキャラクターを印象づけ、ルパンを一般大衆に定着させた。当初北原は、大塚康生による『TV第1シリーズ』を意識したデザインにしていたが、シリーズが進むにつれデフォルメがかかり、愛嬌のある新シリーズ独特の顔へと変化していったという。その後は、自身のスタジオ「北原プロダクション」を、主宰。　　
1987年に、弟子筋にあたるこだま兼嗣が監督を務めた『シティーハンター』へ参加。『シティーハンター3』までは総作画監督を務め、作画面での責任を担い、作品を人気シリーズに成長させる上で大きく貢献した。また『シティーハンター』での仕事ぶりにより、映画『機動戦士ガンダムF91』では製作現場の遅れを取り戻すべく、当時のサンライズ社長であった山浦栄二から直々に参加を要請され、中途から作画監督とレイアウトを担当した。
2004年に故郷の長崎県へ移住。絵本の製作を手掛けたり個展を開いたりするなど絵に対する探究心は決して無くなってはおらず、持ち前の高い画力も健在であった。
2013年9月16日死去。71歳没。

## エピソード
一番弟子として、アニメーション監督のこだま兼嗣がおり、こだまとは『ルパン三世』や『シティーハンター』でコンビを組んでいる。青木悠三、神村幸子とも関わりは深い。
『機動戦士ガンダムF91』での北原の参加について、キャラクターデザインの安彦良和は北原の技量を把握しており好意的であったが、総監督の富野由悠季からは大きな反感を買い、ガンダムシリーズ初参加となった北原とは意見がなかなか一致せず、対立が続いたという。
『ルパン三世 (TV第2シリーズ)』のキャラクター表は番組終了後に家で保管していたが、「管理がうまくいっている」と感じたため、現在は東京ムービー（現：トムス・エンタテインメント）に寄贈している。晩年の絵画などは没後、平戸市に寄贈された。

### ルパン三世
『ルパン三世 (TV第2シリーズ)』放送開始時のキャラクターデザインは宮崎駿、大塚康生のラフが元になっている。前番組『元祖天才バカボン』から続投という形で担当になったことから、キャラクターを『バカボン』での2頭身から6～7頭身に変化させるのに苦労したという。
製作初期は大人を対象とした作風である前作『TV第1シリーズ』のファンだったことから子供向けを要求する製作・局側に反発することもあったという。また、放送初期は視聴者からも「大塚ルパンと違う」とかなり批判されたが、最終的には視聴率も良くなり"ファミリー向けの北原ルパン"として認知されたため、「この路線でよかったのかな」と感じるようになったと後に語っている。
『TV第2シリーズ』はマンネリ化しないよう常に奇抜さが要求され、さらに高年齢層も納得するような作風にしようとしていたため作画も大変だったという。そのため、放映終了後はあまりの重労働で極度の疲労に襲われ、しばらくルパンの顔も見たくなくなっていたという。
シリーズ後半は自身がマンネリ化に陥った部分があったことから、ゲストキャラクターのデザインはそれぞれの作画監督に任せそれをチェックすることにしていたという。テレコム関係者や宮崎駿が仕事で入ってきた時は独自の（『(TV第1シリーズ』に近い）作画で描くため「好きにして下さい。」と語った。そのため、当初は作監修正を行っていたが途中からテレコム作画回では意図的に修正を少なくし、最終的には修正なしに至ったという。
晩年はTVスペシャルの製作に呼んでもらえないことが気になっていた。
宮崎駿は「(ルパンについて自分の所へのインタビューが多いが、商業ベースにのせた)北原さんのルパンも評価されるべき」とコメントしていた。

## 参加作品

### アニメ
1965年
- 怪盗プライド（原画）

1968年
- 巨人の星（1968年 - 1971年、原画）

1969年
- 六法やぶれクン（作画監督）
- ムーミン（1969年 - 1970年、原画）

1971年
- 珍豪ムチャ兵衛（原画）
- 新オバケのQ太郎（1971年 - 1972年、作画監督補佐）

1973年
- ジャングル黒べえ（作画監督）
- エースをねらえ!（1973年 - 1974年、作画監督）
- 侍ジャイアンツ（1973年 - 1974年、原画）

1974年
- はじめ人間ギャートルズ（1974年 - 1976年、原画）

1975年
- 元祖天才バカボン（1975年 - 1977年、キャラクターデザイン・作画監督・原画）

1976年
- 花の係長（原画）

1977年
- ルパン三世 (TV第2シリーズ)（1977年 - 1980年、キャラクターデザイン・作画監督）

1980年
- 怪物くん（1980年 - 1982年、絵コンテ）

1981年
- 新・ど根性ガエル（1981年 - 1982年、絵コンテ・演出）
- じゃりン子チエ（1981年 - 1983年、絵コンテ・演出・作画監督）

1982年
- ゲームセンターあらし（絵コンテ）
- フクちゃん（1982年 - 1984年、絵コンテ）
- 一ッ星家のウルトラ婆さん（1982年 - 1983年、キャラクターデザイン）

1983年
- スプーンおばさん（1983年 - 1984年、絵コンテ・作画監督）
- パーマン（1983年 - 1985年、絵コンテ・作画監督）

1984年
- 名探偵ホームズ（1984年 - 1985年、作画監督）
- Gu-Guガンモ（1984年 - 1985年、作画監督）
- ルパン三世 PARTIII（1984年 - 1985年、作画監督）

1986年
- 宇宙船サジタリウス（1986年 - 1987年、ED作画）
- 青春アニメ全集 『赤い部屋』（演出）

1987年
- シティーハンターシリーズ（1987年 - 1996年）
  - シティーハンター（1987年 - 1988年、総作画監督・作画監督）
  - シティーハンター2（1988年 - 1989年、総作画監督・作画監督）
  - シティーハンター 愛と宿命のマグナム（1989年、作画監督）
  - シティーハンター3（1989年 - 1990年、総作画監督・作画監督）
  - シティーハンター ベイシティウォーズ（1990年、作画監督）
  - シティーハンター ザ・シークレット・サービス（1996年、作画監督）

1989年
- ジャングルブック・少年モーグリ（1989年 - 1990年、絵コンテ・演出・原画）

1991年
- おばけのホーリー（1991年 - 1992年、絵コンテ・演出・作画監督）
- 機動戦士ガンダムF91（作画監督）
- 燃えろ!トップストライカー（1991年 - 1992年、絵コンテ・演出・作画監督）

1992年
- キテレツ大百科（絵コンテ・演出・原画）

1993年
- 河童の三平（作画監督）

1995年
- ちびまる子ちゃん（第2期：1995年 - 、原画）

1996年
- はりもぐハーリー（1996年 - 1997年、演出・作画監督）

1997年
- 中華一番!（1997年 - 1998年、原画）

2000年
- ドキドキ♡伝説 魔法陣グルグル（絵コンテ・作画監督）

2001年
- Cosmic Baton Girl コメットさん☆（2001年 - 2002年、原画）
- 週刊ストーリーランド 大出世運動会（作画監督）
- 神鵰侠侶 コンドルヒーロー（2001年 - 2002年、作画監督・原画）

2002年
- ハングリーハート WILD STRIKER（2002年 - 2003年、原画）

### 書籍・絵本
- 誰にでも使えるT-BASIC入門（1982年・イラスト）
- きせきの子牛

### その他
- 忍者ハヤテ (1984年12月タイトーより発売、原画)
- ルパン三世 (TV第2シリーズ)　VHS・LD用パッケージイラスト　※VHSのパッケージイラストは2001年12月5日発売の『LUPIN THE THIRD second tv,DVD-BOX』にも流用されている。
- Epica Stella（PlayStation用ソフト、1998年7月30日ヒューマンより発売、オープニングアニメーション 監督・絵コンテ・キャラクター作画監督・原画）